# Giovanni Cultrone
Giovanni Cultrone (Vittoria, 28 gennaio 1916 – Torino, 19 giugno 1972) è stato un mezzofondista e siepista italiano, campione nazionale dei 3000 metri siepi e dei 10000 metri piani nel 1941.

## Biografia
Disputò la prima gara internazionale il 4 ottobre 1947 all'Arena di Milano, dove fu quarto sui 5000 metri nell'incontro internazionale Italia-Ungheria con il tempo di 15'33"2. Fu due volte campione italiano assoluto nel 1941, con i colori del Gruppo Sportivo Baracca di Milano, vincendo nei 3000 metri siepi con il tempo di 9'36"6 e nei 10000 metri piani con il tempo di 32'08"1.
Ottenne poi anche altri piazzamenti ai campionati italiani assoluti:
- 5000 m piani: Bologna, 12-7-1942, terzo (15'23"6, G.S. Baracca Milano); Firenze, 28-9-1947, secondo (15'37"6); Genova, 26-9-1948, terzo (15'36"0).

- 10000 m piani: Piacenza, 3-8-1941, primo (32'08"1/5, G.S. Baracca Milano).

- 3000 m siepi: Roma, 5-10-1941, primo (9'36"6, G.S. Baracca Milano); Parma, 8-11-1942, secondo (9'42"6).

Nel dopoguerra gareggiò per i colori del G.S. Vigili del Fuoco e, ritornato nella sua città di nascita, per il Gruppo Sportivo Fiamma di Vittoria.
Nel 1947, 1949, 1950 e 1955 vinse il Giro podistico internazionale di Castelbuono.

## Campionati nazionali
1941
- Oro ai campionati italiani assoluti, 10000 m piani - 32'08"5
- Oro ai campionati italiani assoluti, 3000 m siepi - 9'36"6

1942
- Bronzo ai campionati italiani assoluti, 5000 m piani - 15'23"6
- Argento ai campionati italiani assoluti, 3000 m siepi - 9'42"6

## Altre competizioni internazionali
1947
- Oro al Giro podistico internazionale di Castelbuono ( Castelbuono) - 39'40"

1949
- Oro al Giro podistico internazionale di Castelbuono ( Castelbuono)

1950
- Oro al Giro podistico internazionale di Castelbuono ( Castelbuono)

1955
- Oro al Giro podistico internazionale di Castelbuono ( Castelbuono)